# ATP San Marino
Das ATP Challenger San Marino (offizieller Name: Internazionali di Tennis di San Marino) war ein seit 1989 jährlich stattfindendes Herren-Tennisturnier in der Stadt San Marino.

## Geschichte
Das Turnier fand zunächst im Rahmen der ATP Challenger Tour statt, auf die es 2001 zurückkehrte. 1989 war es Teil des Grand Prix Tennis Circuits, bevor es 1990 in die ATP Tour aufging, der es bis 2000 angehörte. Das Turnier wurde im Freien auf Sandplatz ausgetragen. Austragungsort war das Centro Tennis Cassa di Risparmio di Fonte dell’Ovo.

## Siegerliste
Im Einzel gewannen Guillermo Pérez Roldán und Thomas Muster jeweils zwei Ausgaben. Im Doppel siegten Jordi Arrese und Lucas Arnold Ker ebenfalls jeweils zweimal.

### Einzel
| Jahr | Sieger                     | Finalgegner       | Finalergebnis  |
| ---- | -------------------------- | ----------------- | -------------- |
| 2000 | Álex Calatrava             | Sergi Bruguera    | 7:67, 1:6, 6:4 |
| 1999 | Galo Blanco                | Albert Portas     | 4:6, 6:4, 6:3  |
| 1998 | Dominik Hrbatý             | Mariano Puerta    | 6:2, 7:5       |
| 1997 | Félix Mantilla             | Magnus Gustafsson | 6:4, 6:1       |
| 1996 | Albert Costa               | Félix Mantilla    | 7:67, 6:3      |
| 1995 | Thomas Muster (2)          | Andrea Gaudenzi   | 6:2, 6:0       |
| 1994 | Carlos Costa               | Oliver Gross      | 6:1, 6:3       |
| 1993 | Thomas Muster (1)          | Renzo Furlan      | 7:5, 7:5       |
| 1992 | Karel Nováček              | Francisco Clavet  | 7:5, 6:2       |
| 1991 | Guillermo Pérez Roldán (2) | Frédéric Fontang  | 6:3, 6:1       |
| 1990 | Guillermo Pérez Roldán (1) | Omar Camporese    | 6:3, 6:3       |
| 1989 | José Francisco Altur       | Roberto Azar      | 6:7, 6:4, 6:1  |

### Doppel
| Jahr | Sieger                            | Finalgegner                         | Finalergebnis |
| ---- | --------------------------------- | ----------------------------------- | ------------- |
| 2000 | Tomáš Cibulec Leoš Friedl (1)     | Gastón Etlis Jack Waite             | 7:61, 7:5     |
| 1999 | Lucas Arnold Ker (2) Mariano Hood | Petr Pála Pavel Vízner              | 6:3, 6:2      |
| 1998 | Jiří Novák David Rikl             | Mariano Hood Sebastián Prieto       | 6:4, 7:6      |
| 1997 | Cristian Brandi Filippo Messori   | Brandon Coupe David Roditi          | 7:5, 6:4      |
| 1996 | Pablo Albano Lucas Arnold Ker (1) | Mariano Hood Sebastián Prieto       | 6:1, 6:3      |
| 1995 | Jordi Arrese (2) Andrew Kratzmann | Pablo Albano Federico Mordegan      | 7:6, 3:6, 6:2 |
| 1994 | Neil Broad Greg Van Emburgh       | Jordi Arrese Renzo Furlan           | 6:4, 7:6      |
| 1993 | Daniel Orsanic Olli Rahnasto      | Juan Garat Roberto Saad             | 6:4, 1:6, 6:3 |
| 1992 | Nicklas Kulti Mikael Tillström    | Cristian Brandi Federico Mordegan   | 6:2, 6:2      |
| 1991 | Jordi Arrese (1) Carlos Costa     | Christian Miniussi Diego Pérez      | 6:3, 3:6, 6:3 |
| 1990 | Vojtěch Flégl Daniel Vacek        | Jordi Burillo Marcos Aurelio Górriz | 6:1, 4:6, 7:6 |
| 1989 | Simone Colombo Claudio Mezzadri   | Pablo Albano Gustavo Luza           | 6:4, 6:1      |